# Burusanda
Burusanda (Burušanda), Purusanda (Purušanda), Puruscanda (Puruškanda), Purusatum (Purušhattum) ou Burusatum (Burušattum) foi uma antiga cidade-estado no centro da Anatólia, situada ao sul do rio Quizil-Irmaque, no que hoje é a Turquia. Sua localização exata ainda não foi descoberta, mas pode ter sido a sudeste do lago Tuz — possivelmente no tel de Acemhöyük (na aldeia de Yeşilova da província de Acsarai) a aproximadamente 6 km a noroeste da cidade de Acsarai. Outra possível localização é o monte de Karahöyük próximo a Cônia.
A cidade é mencionada com destaque nos Textos da Capadócia, uma coleção de escritos hititas descobertos em Canés. É descrita como uma importante sede de poder na região, descrevendo seu governante como "Grande Rei" (rubā'um rabi'um) enquanto outros governantes eram simplesmente chamados de "reis". Um texto separado conhecido como "Rei da Batalha" (šar tamhāri), datado do século XIV a.C., conta um relato muito embelezado do rei acadiano Sargão I levando a cabo uma expedição contra o soberano de Burusanda, Nurdagã (ou Nurdagal). A narrativa é a-histórica, como aparentemente retrata Sargão a partir do século XXIII a.C. num cenário anacrônico do século XIX a.C. Alguns estudiosos modernos consideram uma obra de ficção, embora a versão acádia também tenha sido encontrada entre as cartas de Amarna (Egito) e possa ter alguma base em fatos históricos.
Na história, Sargão anseia pela batalha, mas seus generais aconselham contra. No entanto, quando chega uma mensagem de um grupo de mercadores acádios em Burusanda que implora por sua ajuda contra o opressivo Nurdagã, o rei mobiliza seu exército e marcha por terrenos difíceis. Nurdagã esperava que as inundações e o terreno frustrassem Sargão, mas o acadiano lançou um ataque relâmpago que culminou na captura de Burusanda. Nurdagã é feito prisioneiro e rasteja diante de Sargão, declarando que ele é um rei poderoso sem igual e talvez jurando fidelidade como um vassalo. Depois de três anos, os acadianos se retiraram, tomando os frutos da terra como despojos de guerra.
Burusanda é mencionado novamente nas histórias das campanhas do governante hitita do século XVII a.C., Anita. O reino de Burusanda parece ter sido um importante rival de Canés, o reino governado por Anita. O rei hitita lançou uma guerra contra Burusanda, que até então detinha a supremacia da região, mas de acordo com a Proclamação de Anita, um relato de data posterior, o rei de Burusanda (citado como o "Homem de Burusanda") se rendeu ao exército hitita:
O texto indica que o direito de governar o território de Burusanda, simbolizado pelas insígnias do ofício, do trono e do cetro, foi entregue a Anita. Seu rei foi reduzido ao status de um vassalo privilegiado, com o direito de se juntar a Anita na corte de Canés, em reconhecimento à sua rendição voluntária e sua ascendência. O próprio reino provavelmente deixou de existir neste ponto e foi absorvido pelo território governado pelos hititas.